# 朱姓
朱姓是中文姓氏之一，在中國《百家姓》中排第17位。朱姓曾在中国历史上建立过两个王朝，分别是五代时期朱温建立的后梁和朱元璋建立的明朝，是明朝皇族姓氏。

## 起源
朱姓有多個起源，僅以下分類作為列表：

### 堯之子丹朱的後代
- 尧的儿子丹朱的后代，以「朱」为姓氏。丹朱，祁姓，所以这一支成为祁姓朱氏的起源。

### 商朝宗室子期的後代
- 商朝宗室子期封於赤鄉（一作郝，今山西太原），其後人或赤氏，或郝氏。又因「赤即朱」，改為朱姓。

### 商朝末年的殷商宗室微子的後代
- 宋微子啟的后代以宋为姓，后来宋国被齐国灭掉，后人遂改宋为朱（宋、朱字形相近），成为宋姓朱氏的起源。[1]蔡邕在《朱公叔鼎铭》認為宋微子啟之子，姓子名朱，史称公子朱。公子朱的子孙，以祖先名字为氏，此即后世子姓朱氏的来历。

### 曹挟的後代
- 起源于曹姓，是周初曹挟的后代。成书于唐代的《元和姓纂》是中国现存最早的姓氏专著，里面记载：“朱，颛顼之后。周封曹挟于邾，为楚所灭，子孙去邑以为氏。”据今人考证，颛顼帝的玄孙陆终有六个儿子，陆终的第五个儿子名安，被大禹赐姓曹。周武王时封安的后裔曹侠于邾国，建都于邾（今山东曲阜东南陬村）。他的后代有的以国名为姓，称邾氏。战国时，邾国被楚国所灭，邾氏后人把邾字去掉右边的“邑”旁，改姓朱氏。

### 元和姓纂記載
- 《元和姓纂》记载：“朱……一云舜臣朱彪之后。”这里的“朱彪”其他古代典籍多作“朱虎”，是虞舜时代辅佐伯益掌管山川草木鸟兽的大臣。不过，朱虎的后代在历代史书中没有记载。
- 《元和姓纂》又称，《魏书·官氏志》记载有鲜卑族渴烛浑氏、可朱浑氏在河南洛阳一并改为朱氏，这是少数民族朱氏支脉的起源。

### 明朝賜姓
- 明朝时，朱氏皇帝曾多次赐予其他姓氏的人以国姓，这是由其他姓氏改姓朱氏的重要起源。[來源請求]

### 來源不明者
- 源于朱襄氏，朱襄氏是炎帝的别号，同时也是最早以朱名号才，为朱姓中最为古老的一支。[來源請求]

## 分布
朱姓发源于今河南、安徽间地及江苏省境。西汉朱质有二子：朱禹、朱卓。朱禹在东汉后期的党锢之祸中被杀，子孙避难逃到丹阳（今属江苏）。朱卓的后裔由于任官的原因，主要是在今陕西、河南、湖北等省境内发展繁衍。魏晋以前，朱姓已繁衍到北方河南、山东、安徽等主要地区。唐末有朱葆光迁居湖南。东晋时有朱玮自河南南阳徙居南康（今属江西），其后朱熹侨寓建阳（今属福建）。朱熹之孙朱铨回迁庐陵（今江西吉安），朱铨的5世孙朱章甫于南宋末年避乱徙居吉安府安福县（今属江西），后又迁至广东兴宁宁中乡竹丝湖立业，成为朱氏兴宁竹丝派一世祖。朱章甫的三儿子朱泗于元代徙居罗浮（今广西东兴各族自治县东）徐田，此后，子孙繁衍，分布于今广西、广东的许多地方。居住在闽、粤等沿海地区的朱氏，从明代开始陆续有人移居台湾，进而又有人远徙东南亚及欧美一些国家和地区。朱姓在历史上一直是中国南方的大姓之一。

## 堂號
「白鹿堂」：宋朝時大理學家朱熹曾在白鹿洞書院講學，所以稱為「白鹿堂」。
「居敬堂」：朱熹講學時主張「循序漸進、居敬持志」八個字的教學原則。循序漸進在教學方法上先易後難，由淺入深。居敬持志的意思是教師不但教書，還要育人；不但言教，還要身教，教師的一言一行都要以身作則，做學生的榜樣，所以叫「居敬堂」。
「折檻堂」：漢代時有槐里縣縣令朱雲，為人忠直，時帝師張禹執政，朝政紊亂，朱雲向漢成帝求尚方劍欲斬張禹。皇帝盛怒，反而欲斬殺朱雲，要武士將他拉下殿堂斬首，朱雲卻雙手攀著金殿的門檻，還講個不完。武士用力拉朱雲，朱雲就是不放門檻，結果把門檻折斷了。左將軍辛慶忌藉機向皇帝求情，磕頭至流血。最後皇帝感悟，赦免朱雲，並宣旨以殿檻為鑑，不許修繕，紀念朱雲之功。

## 郡望
據通志氏族略記載：朱氏有沛國、丹陽、永城、吳郡、錢塘、義陽、太康、丹徒、河南之九族，顯於漢唐之間。
沛郡：漢高帝時改泗水郡置郡。東漢時改為沛國。在今天安徽省睢溪縣與江蘇省沛縣一帶。最為悠久顯赫一支。
丹陽：秦代的鄣郡，漢武帝更名為丹陽郡。相當於今天安徽省宣城地區。
吳郡：楚漢之際由會郡分置。治所吳縣，在今天江蘇省蘇州市。
永城：東漢時的臨睢縣，晉廢，隋代改置永城縣。在今天河南省東部，鄰接安徽省。
錢塘：秦置錢塘(錢唐)縣。漢至隋唐因之。在今天浙江省杭州市。
義陽：三國魏置。治所在今天湖北省棗陽縣東南。西晉置義陽國，在今天河南新野縣南。
太康：秦置陽夏縣，隋代改為太康縣。在今天河南省東部。
丹徒：秦置縣。在今天江蘇省西南部、長江南岸。
鳳陽：隋時置郡，詳見鳳陽朱氏。
河南：漢高帝時改秦三川郡置郡。在今天河南省洛陽市。此支朱氏，主要為北魏時期濁渾氏、可朱渾氏所改的朱氏後代。

## 地位
朱姓自漢代在江南地區即很有勢力與聲望，東晉時吴地四大世族有朱、張、顧、陸，朱姓居首，三國時東吳亦出不少知名朱姓將臣。
在中国历史上，朱姓曾经建立过两个王朝：一个是朱元璋建立的明朝，一个是五代十国时期朱温建立的后梁。

## 羅馬字譯寫
以拉丁文（羅馬字）表示朱姓，常用的有Choo,Chu（韦氏拼音和越南语拼写）、Zhu（汉语拼音）和Ju. Joo（多见于韩裔）。